# Villa Torlonia (Frascati)
Villa Torlonia v Frascatiju je vila, ki pripada družini Torlonia iz Frascatija v Italiji.
Zemljišče, ki ga je v dar dobil leta 1563 Annibal Caro in na katerem je bila zgrajena vila je prvotno pripadalo samostanu Grottaferrata. Annibal Caro je naročil majhno vilo, kjer naj bi preživel zadnja leta svojega življenja. (Leta 1896 je princ Leopold Torlonia postavil spominski kamen kot spomin na ta dogodek.) 
Leta 1571 je vilo kupila Beatrice Cenci, nato je leta 1596 prešla kardinalu Tolomeu Galliju, državnemu sekretarju papeža Gregorja XIII., ki je naročil prvo širitev. 
Leta 1607 je kardinal Scipione Caffarelli-Borghese, nečak papeža Pavla V. vilo pridobi v posest in jo razširil in okrasil. Vodovod, ki se uporablja za napajanje fontan in spektakularnega vodnega gledališča, je bil izdelan v letih 1607-25. Zasnovali in uredili so ga Girolamo Fontana]], Carlo Maderno in Flaminio Ponzio in zaključili na dnu z velikim podpornim zidom z nišami in fontanami. 
V 17. in 18. stoletju so bili lastniki kardinal Ludovico Ludovisi, družina Colonna, družina Conti in družina Sforza Cesarini. V 19. stoletju je vilo pridobil princ Torlonia po katerem se imenuje danes. V Napoleonovem obdobju, so se Torloniji združili s Svetim sedežem in si nakopičil bogastvo s špekulativnimi transakcijami. Poleg tega so pridobili naslove in odrešili svoje ljudstvo uničenja. 
Veliki baročni terasasti vrtovi in fontane so bile pogost motiv za akvarele, ki so jih izdelali tako ameriški slikar John Singer Sargent in drugi slikarji. 
Stara Villa je bila skoraj popolnoma uničena 8. septembra 1943, ko je bil Frascati bombardiran. V drugi svetovni vojni je bilo v vili vojaško sodišče in SS enota. Številne partizane iz hribovja Alban (Castelli Romani) so preselili tja in jih ubili.
Leta 1954 je vojvoda Andrea Torlonia z županom Micarom iz Frascatija zamenjal nepremičnine med 'Vrtovi' vile Torlonia in 'posestvom Quadrato': vrtovi so zdaj javni park.

## V umetnosti
Baročni vrt in vodne strukture v vili so bili predmet dela ameriškega slikarja Johna Singerja Sargentija (Fountain, Villa Torlonia, Frascati, Italija in Villa Torlonia Frascati, Italija) in drugih slikarjev, kot so Jean-Paul Flandrin (28. maj 1811 v Lyonu, † 8. mar. 1902 v Parizu). Matthäus Daniel Pöppelmann je svoje delo v Dresdnu temeljil na italijanski vili. Michael Kirsten pravi, da vila družin Torlonia in Ludovisi-Conti velja za vzor dolgih galerij dresdenskem Zwingerja. Namesto niš so bila na dolgi galeriji uporabljena okna z okroglim ločnim zaključkom.
- John Singer Sargent, Villa Torlonia Frascati
- John Singer Sargent, Fontana, Villa Torlonia Frascati
- John Singer Sargent, Fontana, Villa Torlonia 1907
- Jean-Paul Flandrin, Pogled na Villo Torlonia Frascati v mraku